# Sphecodes cordovensis
Sphecodes cordovensis är en biart som först beskrevs av Cockerell 1919.  Sphecodes cordovensis ingår i släktet blodbin, och familjen vägbin. Inga underarter finns listade i Catalogue of Life.